# Kyōbashi (Osaka)

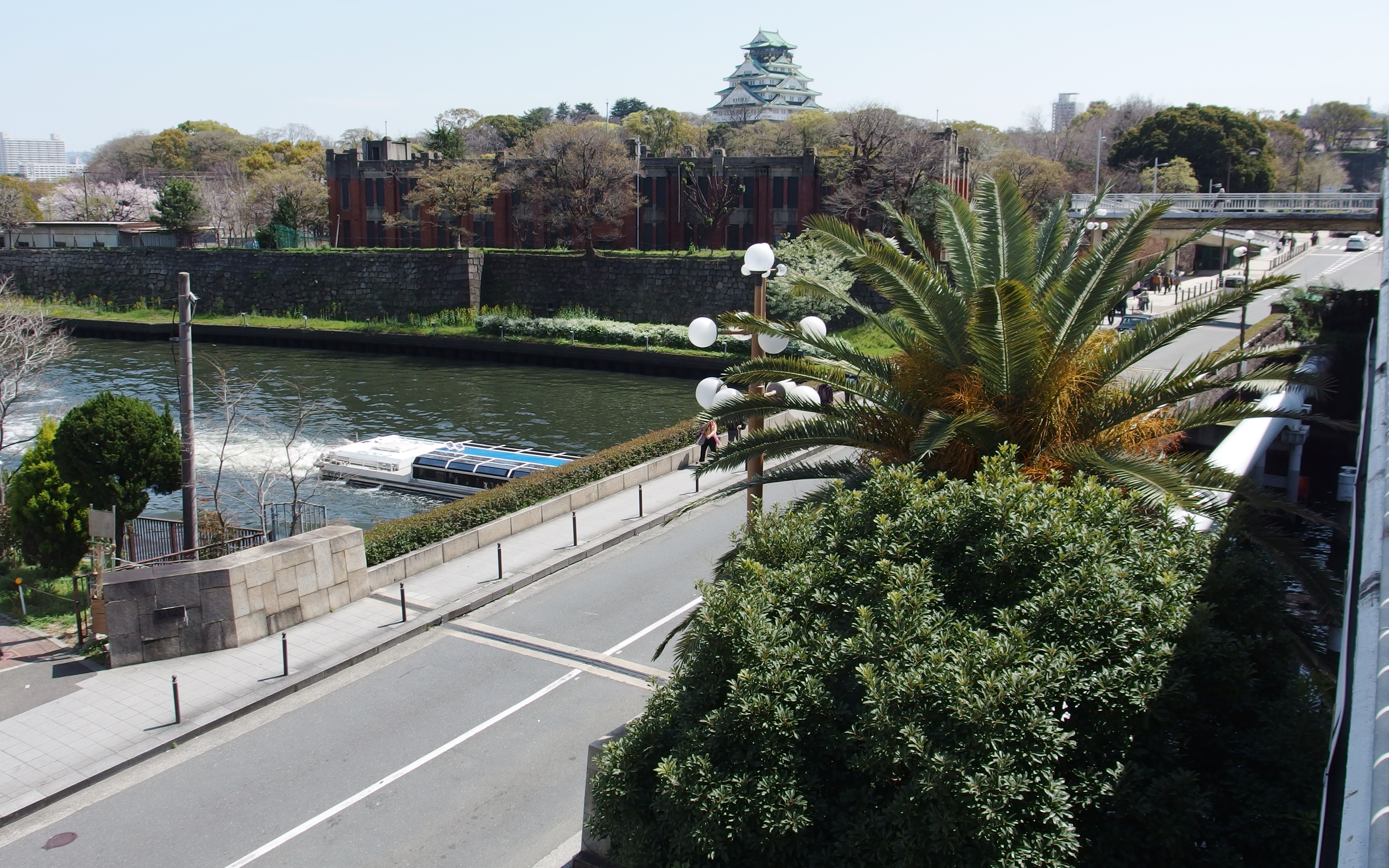
Pont Kyōbashi.

Pour les articles homonymes, voir Kyōbashi.
 (août 2022).
Si vous disposez d'ouvrages ou d'articles de référence ou si vous connaissez des sites web de qualité traitant du thème abordé ici, merci de compléter l'article en donnant les références utiles à sa vérifiabilité et en les liant à la section « Notes et références ».
Kyōbashi (京橋) est le nom d'un quartier commercial autour de la gare de Kyōbashi (métro d'Osaka, ligne circulaire d'Osaka, lignes Tōzai et Keihan) dans les arrondissements de Jōtō-ku et Miyakojima-ku à Osaka. Ce quartier est situé au nord du château d'Osaka. Le nom Kyōbashi vient du nom du pont Kyôbashi. Le terme Kyōbashi signifie en japonais « pont de la capitale » car ce pont était orienté vers Kyoto qui était la capitale du Japon au moment de sa construction. De nos jours, ce quartier abrite de nombreux izakayas, bars et love hotels.